# Byttneria glabra
Byttneria glabra là một loài thực vật có hoa trong họ Cẩm quỳ. Loài này được K.Schum. & Engl. mô tả khoa học đầu tiên năm 1907.